# Гусельниковский сельсовет
Гусельниковский сельсовет — сельское поселение в Искитимском районе Новосибирской области Российской Федерации.
Административный центр — село Гусельниково.

## История
Статус и границы сельского поселения установлены Законом Новосибирской области от 2 июня 2004 года № 200-ОЗ «О статусе и границах муниципальных образований Новосибирской области»

## Население
| 2002  | 2010  | 2012  | 2013  | 2014  | 2015  | 2016  |
| ----- | ----- | ----- | ----- | ----- | ----- | ----- |
| 1880  | ↘1720 | ↗1764 | ↗1812 | ↗1841 | ↘1795 | ↘1750 |
| 2017  | 2018  | 2019  | 2020  | 2021  |       |       |
| ↘1723 | ↘1714 | ↘1700 | ↘1664 | ↘1656 |       |       |

## Состав сельского поселения
| № | Населённый пункт | Тип населённого пункта       | Население |
| - | ---------------- | ---------------------------- | --------- |
| 1 | Белово           | село                         | ↘746      |
| 2 | Гусельниково     | село, административный центр | ↘864      |
| 3 | Девкино          | деревня                      | ↘110      |

### Упразднённые населённые пункты
- Михайловка — упразднённый в 1970 году посёлок.
- Рождественка — упразднённый в 1977 году посёлок.